# Théorie de la confirmation des attentes

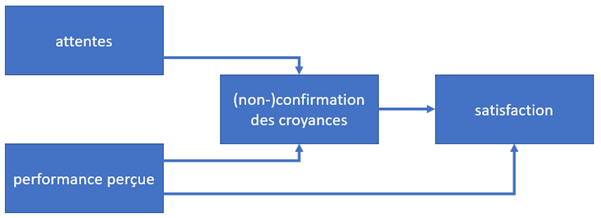
Un modèle de la théorie de la confirmation des attentes

La théorie de la confirmation des attentes (ou encore « non-confirmation... » ou ECT) est une théorie de  psychologie cognitive qui cherche à expliquer la satisfaction après l'achat ou l'adoption en fonction des attentes, de la performance perçue et de la confirmation ou information des croyances préalables. La structure de la théorie a été développée dans une série de deux articles rédigés par Richard L. Oliver en 1977 et 1980. Bien que la théorie soit apparue à l'origine dans la littérature en psychologie et en marketing, elle a depuis été adoptée dans plusieurs autres domaines scientifiques, notamment le comportement du consommateur et la recherche en management du système d'information, entre autres.

## Construits de la théorie
La théorie de la confirmation des attentes fait appel à quatre concepts principaux : les attentes, la performance perçue, la non-confirmation des croyances et la satisfaction.

### Attentes
Les attentes désignent les attributs ou les caractéristiques qu'une personne anticipe ou qui, selon ses prévisions, seront associés à une entité telle qu'un produit, un service ou un artefact technologique. On suppose que ces attentes vont influencer directement les perceptions de la performance et la confirmation ou l'infirmation des croyances et indirectement, par une relation statistique de médiation à travers le construit de non-confirmation, la satisfaction après l'achat ou l'adoption. Les attentes avant l'achat ou avant l'adoption constituent la base de comparaison par rapport à laquelle le produit, le service ou l'artefact technologique est finalement jugé.

### Performance perçue
La performance perçue désigne la perception qu'a une personne de la performance réelle d'un produit, d'un service ou d'un artefact technologique. Selon la théorie de la confirmation des attentes, cette perception est directement influencée par les attentes avant l'achat ou avant l'adoption et, à son tour, elle influence directement la non-confirmation des croyances et la satisfaction après l'achat ou après l'adoption. La performance perçue est également supposée influencer indirectement la satisfaction après l'achat ou l'adoption par le biais d'une relation de médiation à travers le construit de non-confirmation.

### Non-confirmation des croyances
La non-confirmation des croyances se rapporte aux jugements ou évaluations qu'une personne fait à l'égard d'un produit, d'un service ou d'un artefact technologique. Ces évaluations ou jugements sont faits en comparaison aux attentes initiales de la personne. Lorsqu'un produit, un service ou un artefact technologique dépasse les attentes initiales de la personne, la non-confirmation est positive, ce qui est censé augmenter la satisfaction après l'achat ou l'adoption. Lorsqu'un produit, un service ou un artefact technologique ne répond pas aux attentes initiales de la personne, la non-confirmation est négative, ce qui est censé diminuer la satisfaction après l'achat ou l'adoption (ou augmenter l'insatisfaction).

### Satisfaction
La satisfaction après l'achat ou l'adoption d'un produit, d'un service ou d'un artefact technologique s'entend de la mesure dans laquelle une personne est, après avoir acquis une expérience directe de la chose, satisfaite voire enchantée de cette expérience. La théorie de la confirmation des attentes postule que la satisfaction est directement influencée par la non-confirmation des croyances, positive ou négative, et par la performance perçue, et qu'elle est indirectement influencée par les attentes et la performance perçue au moyen d'une relation de médiation qui passe par le construit de non-confirmation.